# 黑利 (密蘇里州)
黑利（英語：Hailey）是位於美國密蘇里州巴里縣的鬼鎮。

## 歷史
黑利的郵局於1881年設立，其後於1936年停運。

## 地理
黑利所處的海拔為高於海平面329米（即1079英呎），而該地所採用的時區為UTC-6，即北美中部時區（CST）。同時該地設有夏令時間，為UTC-6調快一小時，即UTC-5（CDT）。